# Heiko Andreas von der Gracht
Heiko Andreas von der Gracht (* 30. November 1978 in Aachen) ist ein deutscher Wirtschaftswissenschaftler, Zukunftsforscher und Sachbuchautor. Er ist Professor für Foresight und Digitale Transformation an der Universität für Weiterbildung Krems und wurde von Stanford/Elsevier in den Jahren 2019–2024 zu den 2 % der weltweit meistzitierten Forschern gezählt.
Sein Familienname „von der Gracht“ geht auf das niederländische Adelsgeschlecht Van der Gracht zurück.

## Leben

### Frühes Leben und Ausbildung
Von der Gracht wurde 1978 in Aachen geboren, wuchs in Jülich auf und besuchte dort das Gymnasium Zitadelle (Abitur 1998). In den Jahren 1999 bis 2004 erwarb von der Gracht Abschlüsse als Diplom-Wirtschaftsingenieur (FH) der Hochschule Niederrhein, als Ingenieur der Fontys University of Applied Sciences Venlo, sowie einen Master of Science von der University of Plymouth in England. Von 2005 bis 2008 war er wissenschaftlicher Assistent an der EBS Universität für Wirtschaft und Recht, wo er 2008 zum Thema Zukunftsforschung bei Christopher Jahns promovierte.

### Engagement in Think Tanks und Beratung

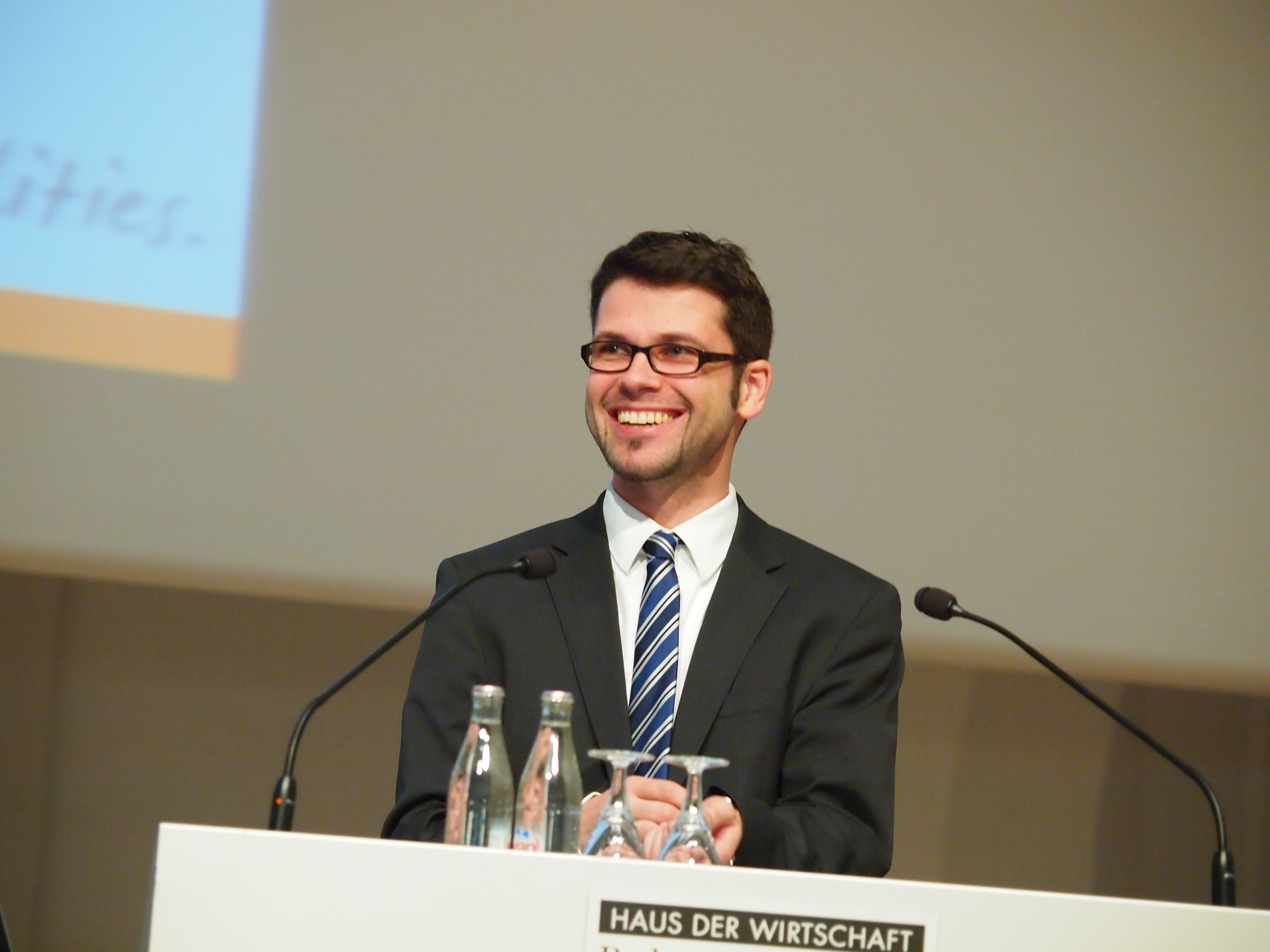
Heiko von der Gracht (2011)

2009 gründete er das Center für Zukunftsforschung und Wissensmanagement an der EBS Universität für Wirtschaft und Recht, das er in den Folgejahren zu einem eigenständigen Hochschulinstitut entwickelte. Einen Schwerpunkt des Instituts bildete die wissenschaftliche Fundierung von Zukunftsforschungsmethoden. Von der Gracht ist Alumnus 2009/2010 der gemeinnützigen Denkfabrik Stiftung Neue Verantwortung, in der er sich ein Jahr in dem Projekt Wohlstand ohne Wachstum? engagierte. Anfang 2013 gründete er mit Ronald Gleich an der EBS Universität für Wirtschaft und Recht das erste universitäre Zertifikatsprogramm für Corporate Foresight in Deutschland, das sich an Fach- und Führungskräfte richtet und seitdem regelmäßig stattfindet.
2013 wechselte von der Gracht als Zukunftsforscher und Leiter des Think Tanks für Zukunftsmanagement zur KPMG AG Wirtschaftsprüfungsgesellschaft.
Er gehört dem Global Foresight Network des Weltwirtschaftsforums (WEF) an und ist als Botschafter für dessen Global Collaboration Village (Forum Metaverse) tätig.

### Akademische Positionen und Berufungen
Von 2015 bis 2017 war von der Gracht Habilitand bei Evi Hartmann an der Friedrich-Alexander-Universität Erlangen-Nürnberg, wo er 2017 von der Rechts- und Wirtschaftswissenschaftlichen Fakultät mit der kumulativen Schrift Fostering Strategic Foresight in Theory and Practice habilitiert wurde und in der Folgezeit als Privatdozent tätig war. Für die bayerische Bildungsinitiative OPEN vhb entwickelte er das Seminar „Erfolgreich die Zukunft planen und managen“. Den offenen Online-Kurs haben in der Virtuellen Hochschule Bayern im ersten Jahr mehr als 1.700 Teilnehmende absolviert.
2024 wurde von der Gracht als Universitätsprofessor für Foresight und Digitale Transformation an der Universität für Weiterbildung Krems gemäß § 99a des österreichischen Universitätsgesetzes (UG) berufen, einem besonderen Verfahren zur proaktiven Gewinnung wissenschaftlich herausragender Persönlichkeiten im internationalen Wettbewerb um die besten Wissenschaftler. Solche Berufungen erfolgen gezielt für Personen mit außerordentlichen Leistungen und bleiben aufgrund ihrer strikten Begrenzung eine seltene Ausnahme (2019 nur 2 % und 2022 nur 3 % aller Professuren).
Zuvor war er Inhaber des Lehrstuhls für Zukunftsforschung an der Steinbeis-Hochschule. Dies war erst die zweite Professur für Zukunftsforschung in Deutschland. Daniel Barben hielt von 2010 bis 2013 an der RWTH Aachen die VDI-Stiftungsprofessur für Zukunftsforschung, die jedoch nicht nachbesetzt wurde. Stand 2023 hat von der Gracht mehr als 8.000 Studierende in postgradualen und berufsbegleitenden Studiengängen in Zukunftsforschungsmethoden ausgebildet.

## Forschung
Seit 2010 ist von der Gracht Mitglied im Verband der Hochschullehrerinnen und Hochschullehrer für Betriebswirtschaft, Göttingen (VHB). Er veröffentlichte Forschungsartikel in Fachzeitschriften unterschiedlicher Teildisziplinen der Betriebswirtschaftslehre, u. a. der Logistik, Allgemeinen BWL, Technologie, Innovation und Entrepreneurship oder Nachhaltigkeitsmanagement. Zu seinen Forschungsschwerpunkten gehören neben der Technologievorausschau und Digitalen Transformation auch die Strategische Frühaufklärung und das Strategische Management. Innerhalb seiner empirischen Forschung wendet er häufig die Delphi-Methode an. Ausgehend von den Pionierarbeiten des Zukunftsforschers Theodore J. Gordon im Millennium Project entwickelte von der Gracht die Experten-Befragungssoftware „Real-time Delphi“.
2020 entwickelte von der Gracht mit Forschern von Eurac Research im Auftrag der Südtiroler Landesregierung und unter dem Vorsitz von Landeshauptmann Arno Kompatscher den Denkanstoß COVID-19. Die Analyse beinhaltet Zukunftsszenarien und Optionen für ein nachhaltiges Südtirol unter Berücksichtigung der Erfahrungen der COVID-19-Pandemie und der UN-Nachhaltigkeitsziele. Von der Gracht war Mitglied des interdisziplinären Beirates und wissenschaftlicher Leiter für Projektprozess und Methodik.
Von der Gracht ist Gründer und Mitherausgeber wissenschaftlicher Fachzeitschriften. Anfang 2018 gründete er gemeinsam mit den Professoren George Wright von der University of Strathclyde und George Cairns von der Queensland University of Technology die internationale Fachzeitschrift Futures & Foresight Science, deren Associate Editor er seitdem ist. Er gehört seit Gründung 2013 dem Academic Board der Fachzeitschrift European Journal of Futures Research an. Ab 2012 war er zunächst im Advisory Board der Fachzeitschrift Technological Forecasting & Social Change tätig, seit 2017 ist er Associate Editor des Journals. 2021 übernahm von der Gracht zusätzlich die Leitung eines der sieben Kernbereiche („Bureaus“) und die Editor-Verantwortung für das Forschungsfeld Foresight.
In einem seit 2019 erscheinenden Ranking von Stanford/Elsevier wurde von der Gracht bis einschließlich 2024 zu den Top zwei Prozent der meistzitierten Wissenschaftler weltweit gezählt. Beim Handelsblatt Betriebswirte-Ranking 2014, das die Forschungsleistung von mehr als 2300 Betriebswirten in Deutschland, Österreich und der deutschsprachigen Schweiz seit 2005 analysiert, erreichte von der Gracht Platz 50 (Kategorie: alle Altersklassen) und Platz 32 im Ranking der Forscher unter 40 Jahren.

## Publikationen (Auswahl)

### Sachbücher
- Management der Zukunft: Spielregeln, Methoden und Erfolgsmodelle des Zukunftsmanagements. Mit Stefanie Kisgen. Springer 2022, ISBN 978-3-662-66294-6.
- Die Zukunft der europäischen Generika- und Biosimilarsindustrie 2030plus. Mit Stefanie Kisgen, Nick Lange und Jessica Jalufka. Steinbeis-Edition 2021, ISBN 978-3-95663-176-4.
- Herausforderung Energie: Der Energieführerschein für die Entscheider von Morgen. Mit Michael Salcher und Nikolaus Graf Kerssenbrock. Redline Verlag 2015, ISBN 978-3-86881-600-6.
- The Energy Challenge: A Licence for Navigating the Future. Mit Michael Salcher und Nikolaus Graf Kerssenbrock. Redline Verlag 2015, ISBN 978-3-86881-627-3.
- Wie wir uns morgen bewegen werden. 88 Innovationen für die Mobilität. Mit Christoph Markmann und Bernadette Förster. Redline Verlag 2015, ISBN 978-3-86881-595-5.
- Survive: So bleiben Manager auch in Zukunft erfolgreich. Redline Verlag 2013, ISBN 978-3-86881-511-5.
- Zukunft der Logistik-Dienstleistungsbranche in Deutschland 2025. Mit Enno Däneke, Pero Mićić, Inga-Lena Darkow und Christopher Jahns. Deutscher Verkehrs-Verlag 2008, ISBN 978-3-87154-378-4.

### Wissenschaftliche Veröffentlichungen
- The future of logistics: scenarios for 2025. Dissertation. Gabler 2008, ISBN 978-3-8349-1082-0.
- Consensus Measurement in Delphi Studies – Review and Implications for Future Quality Assurance. In: Technological Forecasting & Social Change. 79, Nr. 8, 2012, S. 1525–1536, doi:10.1016/j.techfore.2012.04.013.
- mit Christoph Markmann, Alexander Spickermann, Alexander Brem: Improving the question formulation in Delphi‐like surveys: Analysis of the effects of abstract language and amount of information on response behavior. In: Futures & Foresight Science. 2020;e56, doi:10.1002/ffo2.56.
- mit Inga-Lena Darkow: Scenarios for the Logistics Service Industry: A Delphi-based analysis for 2025. In: International Journal of Production Economics. 127, Nr. 1, 2010, S. 46–59, doi:10.1016/j.ijpe.2010.04.013.
- mit Tobias Gnatzy, Johannes Warth und Inga-Lena Darkow: Validating an Innovative Real-Time Delphi Approach – A methodological comparison between real-time and conventional Delphi studies. In: Technological Forecasting & Social Change. 78, Nr. 9, 2011, S. 1681–1694, doi:10.1016/j.techfore.2011.04.006.
- mit Robert Vennemann und Inga-Lena Darkow: Corporate Foresight and Innovation Management: A Portfolio – Approach in Evaluating Organizational Development. In: Futures – The journal of policy, planning and futures studies. 42, Nr. 4, 2010, S. 380–393, doi:10.1016/j.futures.2009.11.023.
- mit Jay E. Gary: The Future of the Foresight Professionals: Results from a Delphi Study. In: Futures – The journal of policy, planning and futures studies. Band 71, 2015, S. 132–145, doi:10.1016/j.futures.2015.03.005.
- mit Victor A. Bañuls, Murray Turoff, Andrzej M. J. Skulimowski und Theodore J. Gordon: Foresight Support Systems: The future role of ICT for foresight. In: Technological Forecasting & Social Change. Band 97, 2015, S. 1–6, doi:10.1016/j.techfore.2014.08.010.